# Sopronkövesd
Sopronkövesd là một thị trấn thuộc hạt Győr-Moson-Sopron, Hungary. Thị trấn này có diện tích 26,81 km², dân số năm 2010 là 1167 người, mật độ 44 người/km².